# Megachile naevia
Megachile naevia är en biart som beskrevs av Kohl 1906. Megachile naevia ingår i släktet tapetserarbin, och familjen buksamlarbin. Inga underarter finns listade i Catalogue of Life.